# 1996년 하계 올림픽 앙골라 선수단
1996년 하계 올림픽 앙골라 선수단은 미국 애틀랜타에서 개최된 1996년 하계 올림픽에 참가한 올림픽 앙골라 선수단이다.

## 육상

### 남자
트랙 / 도로 경기
| 선수            | 세부 종목 | 1차 예선 | 1차 예선 | 2차 예선 | 2차 예선 | 준결선    | 준결선    | 결선      | 결선      |
| 선수            | 세부 종목 | 기록     | 순위     | 기록     | 순위     | 기록      | 순위      | 기록      | 최종 순위 |
| 호아오 은티암바 | 1500m     | 3:46.41  | 44       | N/A      | N/A      | 진출 실패 | 진출 실패 | 진출 실패 | 진출 실패 |

필드 경기
| 선수 | 세부 종목 | 예선 | 예선 | 결선 | 결선      |
| 선수 | 세부 종목 | 기록 | 순위 | 기록 | 최종 순위 |

### 여자
트랙 / 도로 경기
| 선수                | 세부 종목 | 1차 예선 | 1차 예선 | 2차 예선  | 2차 예선  | 준결선    | 준결선    | 결선      | 결선      |
| 선수                | 세부 종목 | 기록     | 순위     | 기록      | 순위      | 기록      | 순위      | 기록      | 최종 순위 |
| 구일헤르미나 크루즈 | 200m      | 24.92    | 43       | 진출 실패 | 진출 실패 | 진출 실패 | 진출 실패 | 진출 실패 | 진출 실패 |
| 구일헤르미나 크루즈 | 400m      | 55.42    | 45       | 진출 실패 | 진출 실패 | 진출 실패 | 진출 실패 | 진출 실패 | 진출 실패 |

필드 경기
| 선수 | 세부 종목 | 예선 | 예선 | 결선 | 결선      |
| 선수 | 세부 종목 | 기록 | 순위 | 기록 | 최종 순위 |

## 참고 자료
- (영어) “Angola at the 1996 Atlanta Summer Games”. SR/Olympic Sports. 2012년 7월 2일에 원본 문서에서 보존된 문서. 2011년 10월 7일에 확인함.